# Wiesfleck
Wiesfleck (mađarski: Újrétfalu) je općina u kotaru Borta u Gradišću, Austrija. 